# Stinzendorf
Stinzendorf (fränkisch: Schdinsn-doaf) ist ein Gemeindeteil der Stadt Langenzenn im Landkreis Fürth (Mittelfranken, Bayern). Stinzendorf liegt in der Gemarkung Keidenzell.

## Geographie
Das Dorf liegt am Farrnbach, der einige kleine Weiher westlich und östlich des Ortes speist. Im Süden erhebt sich die bewaldete Anhöhe Dillenberg. Dort befindet sich ein Druidenstein. Die Kreisstraße FÜ 16 führt über die Hammerschmiede nach Keidenzell (1,7 km westlich) bzw. nach Roßendorf (2 km nordöstlich).

## Geschichte
Der Ort wurde 1348 als „Stintzendorf“ erstmals urkundlich erwähnt. Das Bestimmungswort des Ortsnamens kann entweder die Fischart Stint oder der Personenname Zinso sein.
Gegen Ende des 18. Jahrhunderts gab es in Stinzendorf zehn Anwesen. Das Hochgericht südlich des Farrnbachs übte das brandenburg-ansbachische Oberamt Cadolzburg aus, nördlich des Farrnbachs das Stadtvogteiamt Langenzenn. Die Dorf- und Gemeindeherrschaft hatte das Kastenamt Cadolzburg. Grundherren waren das Kastenamt Cadolzburg (4 Höfe, 3 Häuser) und die Reichsstadt Nürnberg: Landesalmosenamt (2 Halbhöfe), Spitalamt (1 Hof).
Von 1797 bis 1808 unterstand der Ort dem Justiz- und Kammeramt Cadolzburg. Im Rahmen des Gemeindeedikts wurde Stinzendorf dem 1808 gebildeten Steuerdistrikt Keidenzell und der im selben Jahr gebildeten Ruralgemeinde Keidenzell zugeordnet.
Am 1. Mai 1978 wurde Stinzendorf im Zuge der Gebietsreform in Bayern nach Langenzenn eingegliedert.

## Einwohnerentwicklung
| Jahr      | 001818 | 001840 | 001861 | 001871 | 001885 | 001900 | 001925 | 001950 | 001961 | 001970 | 001987 | 002019 |
| Einwohner | 87     | 101    | 133    | 108    | 102    | 92     | 86     | 114    | 94     | 95     | 101    | 129    |
| Häuser    | 13     | 18     |        |        | 20     | 19     | 20     | 18     | 20     |        | 28     |        |
| Quelle    | [ 11 ] | [ 12 ] | [ 13 ] | [ 14 ] | [ 15 ] | [ 16 ] | [ 17 ] | [ 18 ] | [ 19 ] | [ 20 ] | [ 21 ] | [ 1 ]  |

## Religion
Der Ort ist seit der Reformation evangelisch-lutherisch geprägt und bis heute nach St. Cäcilia (Cadolzburg) gepfarrt. Die Einwohner römisch-katholischer Konfession waren ursprünglich nach St. Michael (Wilhermsdorf) gepfarrt, heute ist die Pfarrei St. Marien (Langenzenn) zuständig.